# Luna negra (astrología)
En el marco de la astrología, la Luna negra es un punto arábigo que se produce cuando la Luna se encuentra en su apogeo (punto en el que está más alejada de la Tierra).
Desde el siglo XX, los astrólogos actualizaron la definición incluyéndole la noción de inconsciente freudiano:
la «Luna negra» simbolizaría el inconsciente más profundo del ser humano, el cual, según los astrólogos, es esa represión que el ser humano tiene dentro de sí.

## El astro Lilith
También se le llama «Luna negra» a un supuesto satélite de la Tierra desconocido e invisible, llamado como el personaje  hebreo-mitológico Lilith (la primera esposa de Adán, una que no quiso someterse a él según el Alfabeto de ben sirá).